# Idiogomphoides ictinia
Idiogomphoides ictinia – gatunek ważki z rodziny gadziogłówkowatych (Gomphidae). Występuje na terenie Ameryki Południowej.